# Дотюр, Гийом
Гильем д’Отюр (фр. Guilhem d'Auture; 1770—1820) — французский военный деятель, бригадный генерал (1813 год), барон (1813 год), участник революционных и наполеоновских войн.

## Биография
Родился в семье кожевника. Начал службу 17 октября 1791 года в звании старшего сержанта в 1-м батальоне волонтёров Нижних Пиренеев. С 1792 года сражался в рядах Армии Западных Пиренеев. В ходе амальгамы 1-й батальон вошёл в состав 39-й полубригады линейной пехоты. 17 августа 1794 года во главе одной гренадерской роты обратил в бегство испанский гвардейский полк Валлонов, привезя в штаб 42 пленных вражеских офицера. 17 ноября с этой же ротой захватил редут с 8 орудиями, и защищавшими его 2 португальскими батальонами, под командованием графа де Крийона, который вручил Дотюру свои флаги. 5 мая 1795 года получив звание капитан, он атаковал и нанёс серьёзные потери гвардейскому эскадрону короля Испании. В 1795 году переведён в Итальянскую армию, 13 апреля 1796 года сражался при Миллесимо, 10 мая при Лоди, 5 августа 1796 при Кастильоне за Мост Бардзанн. С 29 мая служил в 4-й полубригаде линейной пехоты, 15 сентября отличился в сражении в предместье Сан-Джорджио у Мантуи, где одним из первых ворвался в редут, который защищал подходы к крепости, и вынудил к капитуляции кирасирский полк и два эскадрона австрийских гусар, и получил три огнестрельные раны в правую руку, грудь и голову. 17 ноября ранен пулей в правое бедро в сражении при Арколе и прямо на поле боя был произведён в командиры батальона 40-й полубригады линейной пехоты. В 1798-99 годах служил в составе Английской армии, в мае 1800 года переведён в дивизию генерала Ватрена Резервной армии. При переходе через перевал Сен-Бернар со своим батальоном взял штурмом Иврею. 22 мая при Романо выдержал и отбил несколько кавалерийских атак. 12 июня при Кастеджио он показал столько храбрости, что генерал Бертье сделал его предметом специального доклада. 14 июня ранен пулей в правую паховую область в сражении при Маренго. 5 июля 1800 года определён в состав Итальянской армии и 25 декабря 1800 года отличился при переходе через Минчио.
С 1801 года служил в Западной армии, 22 декабря 1803 года назначен заместителем командира 47-го полка линейной пехоты.
С 1808 года по 1814 год сражался в Испании и Португалии, 16 января 1809 года отличился в сражении при Ла-Корунье, 9 марта 1809 года — полковник штаба, 29 марта отличился при штурме Порту, где с четырьмя ротами вольтижёр из 47-го полка линейной пехоты ликвидировал центральную батарею, защищавшую подходы к городу, затем захватил мост через Дору, и был ранен ударом саблей по лицу в ходе атаки британского драгунского полка. 11 мая прикрывал отступление авангарда армии, умело на протяжении десяти лье сдерживая упорные атаки британских войск. 10 февраля 1810 года — полковник, командир 9-го полка лёгкой пехоты, сражался в Андалусии в составе пехотной дивизии генерала Рюффена. 5 марта 1811 года сражался при Барросе, 1 июня 1812 года при Борносе, 21 июня 1813 года при Витории, 30 июля ранен в левое бедро при Памплоне, где проявил чудеса храбрости. 6 октября сражался при Бидассоа, 10-13 декабря при Ниве, 25 ноября 1813 года — бригадный генерал. 15 декабря 1813 года возглавил бригаду в составе 8-й пехотной дивизии генерала Ариспа Пиренейской армии. 27 февраля 1814 года сражался при Ортезе, 2 марта ранен при Эр-сюр-л’Адур, 10 апреля ранен при атаке на редут Сипьер в сражении при Тулузе.
При первой реставрации Бурбонов определён 1 августа 1814 года в резерв, во время «Ста дней» присоединился к Императору и 23 апреля 1815 года назначен в Обсервационный корпус Пиренеев генерала Клозеля. После второй реставрации определён 1 августа 1815 года на половинное жалование и 30 декабря 1818 года вышел в отставку.

## Воинские звания
- Старший сержант (17 октября 1791 года);
- Младший лейтенант (16 декабря 1793 года);
- Лейтенант (2 сентября 1794 года);
- Капитан (5 мая 1795 года);
- Командир батальона (17 ноября 1796 года, утверждён 21 декабря 1796 года);
- Майор (22 декабря 1803 года);
- Полковник штаба (9 марта 1809 года);
- Бригадный генерал (25 ноября 1813 года).

## Титулы
- Барон Дотюр и Империи (фр. baron Dauture et de l'Empire; декрет от 15 августа 1810 года, патент подтверждён 3 февраля 1813 года)[1].

## Награды
Легионер ордена Почётного легиона (25 марта 1804 года)
 Офицер ордена Почётного легиона (6 августа 1811 года)
 Кавалер военного ордена Святого Людовика (19 июля 1814 года)
 Коммандан ордена Почётного легиона (27 декабря 1814 года)
 Кавалер шведского ордена Меча